# Neoarius midgleyi
Neoarius midgleyi (лат.) — вид лучепёрых рыб семейства ариевых. Обитает в солоноватых и пресных водах северной Австралии. Впервые вид был описан Патрисией Дж. Кайлолой и Bryan E. Pierce в 1988 году под биноменом Arius midgleyi.
Максимальная длина тела 140 см, но обычно около 50 см. В рацион N. midgleyi входят раки, мелкие рыбы и креветки. .